# 機能ゲノミクス
機能ゲノミクス (Functional genomics)は、遺伝子（およびタンパク質）の機能と相互作用を理解することを目的に、ゲノムプロジェクトやトランスクリプトームプロジェクトによって見出された塩基配列などの膨大なデータの利用をこころみる、分子生物学の一分野である。ゲノミクスのDNA配列のゲノム情報や、構造などの静的な側面とは対照的に、機能ゲノミクスは、遺伝子の転写、翻訳、遺伝子発現およびタンパク質 - タンパク質相互作用の調節など動的な側面に焦点を当てる。機能ゲノミクスは、遺伝子、RNA転写、およびタンパク質産物のレベルでDNAの機能について研究をする。機能ゲノミクス研究の重要な特徴は、伝統的な「遺伝子ひとつずつ (gene by gene)」のアプローチではなく、一般的にハイスループット法を含み、ゲノムワイドなアプローチで研究にあたる。

DNAマイクロアレイ

## 目的の機能ゲノミクス
機能ゲノミクスの目標は、生物のゲノムと表現型との間の関係を理解することである。機能ゲノミクスという用語は、遺伝子および遺伝子産物の、全体的な特性および機能を理解するための、使用可能なアプローチを意味するために広く使用されることもある。
この定義は変わりうるが、ギブソンとミューズは次のように定義している「各遺伝子産物の生化学的、細胞的、生理学的特性を確認するためのアプローチ。」 一方で、ペブスネルは次のように定義している「遺伝子をコードしない部分も含むDNA、RNA、タンパク質産物の機能のゲノムワイドな研究。」
機能的ゲノミクスは、DNA、RNA、タンパク質、経時的変化（例：生物の発育など）または空間的変化（例：身体領域など）について、自然にいる野生型のものの研究、天然にまたは人為的に機能を破壊しての研究も含まれる。
機能ゲノミクスへの期待は大きくなり、ゲノミクスおよびプロテオミクスの知識を融合し、細胞から生体レベルでの生物の特性の理解が求められている。これは、生物の遺伝情報から、どのように、さまざまな生物学的機能が生まれるのかの解へとつながるだろう。これは特に、ヒトの遺伝病に重要な意味を持つ。特定の遺伝子の変異が、どのように遺伝病へつながるのかを理解すれば、治癒の方向性がわかるかもしれない

## 技術と応用
機能ゲノミクスは、ゲノムの機能に関連しており、変異および多型（例えば、一塩基多型（SNP））の分析、ならびに分子レベルの測定などを含む。たくさんの「-omics（オーミクス）」とつく分野を含む。つまり、トランスクリプトミクス（遺伝子発現）、プロテオミクス（タンパク質産生）、およびメタボロミクスを含む。機能ゲノミクスは、生物学的試料内のすべてのmRNAまたはタンパク質の存在量を測定したりする。これにより、様々な生物現象を定量化し、遺伝子やタンパク質の機能や相互作用の理解を深める。

### DNAレベル

#### 遺伝的相互作用のマッピング
エピスタシス（Epistasis）とは、2つの異なる遺伝子ノックアウトの効果が、相加的でないかもしれないという事実を指す。すなわち、2つの遺伝子が阻害された場合、単一のノックアウトの効果の合計と異なっている場合に生じる表現型を示す。

#### ENCODEプロジェクト
ENCODE（Encyclopedia of DNA elements　DNA要素の百科事典）プロジェクト目標は、遺伝子のコード領域および非コード領域のゲノムDNAのすべての機能の分析、つまりヒトゲノムの詳細な分析である。この時点までに、唯一完了したパイロットフェーズは、ヒトゲノムの1％で、44の領域で実施した数百のアッセイを含む研究である。結果は、genomic tiling arraysからの結果を含み、転写領域、ノンコーディングRNA、random transcripts、さらなる転写調節部位の発見、クロマチン修飾のメカニズムのさらなる解明が含まれる。

### RNAレベル：トランスクリプトームプロファイリング

#### SAGE
SAGE(serial analysis of gene expression)は、遺伝子発現解析の手法で、RNA配列を読む。

#### Small RNAシーケンシング
Small Rnaはクラスの非コードRNA分子がイギリスの遺伝子の転写後遺伝子の転写遺伝子発現抑制、または RNAサイレンシングします。 次世代シーケンスは、金標準ツールのための 非コードRNA の発見-プロファイリングと発現解析します。

### タンパク質レベル：タンパク質–タンパク質の相互作用

#### ツーハイブリッド法
ツーハイブリッド法は"餌"タンパク質に対し、相互作用するタンパク質を網羅的に得る方法。 

#### AP/MS
親和性精製 および 質量分析 (AP/MS：Affinity purification and mass spectrometry）で、タンパク質やその複合体がわかる

### 機能を調べる技術

#### RNAi
RNA干渉(RNAi)法は、一過性に遺伝子発現をノックダウンできる。

### 機能アノテーションの遺伝子

#### ゲノムアノテーション
DNAアノテーションまたはゲノムアノテーションといもわれる。1980年代から、分子生物学とバイオインフォマティクスはゲノムアノテーションの必要性を見出していた。ゲノムアノテーションは、配列がもつ生物学的情報を同定するプロセスであり、特に遺伝子の位置を特定し、それらの遺伝子が何をするかを決定するプロセスである。
遺伝子だと推定される領域は、長い「オープンリーディングフレーム」、転写開始配列、およびポリアデニル化部位などの特性に基づいて、タンパク質をコードしそうな領域について、塩基配列を走査することによって同定することができる。 遺伝子として推定される配列は、同じ生物体由来のcDNAまたはEST配列との類似性、予測されるタンパク質配列と既知のタンパク質との類似性、プロモーター配列との関連性により確認され、さらにその配列を変異させることによって、 表現型を観察し確認されるべきである。

#### Rosetta stoneアプローチ
Rosetta stoneアプローチは計算によりタンパク質の機能を予測する。

### 機能ゲノミクスと、バイオインフォマティクス
大量のデータが、これらの技術により、生物学的発見のために得られる。このため、バイオインフォマティクスは、機能ゲノミクスにおいてデータの分析に不可欠である。   

## 参照
- システム生物学
- 構造ゲノム科学
- 比較ゲノム
- ゲノム薬理学
- MGED Society
- エピジェネティクス
- 生命情報
- Epistasis and functional genomics
- Synthetic viability
- Protein function prediction